# Bestial Devastation
Bestial Devastation från 1985 var bandet Sepulturas absolut första släpp, en EP splittad med brasilianska Overdose där även sologitarristen Jairo.T ingick. Den innehåller låten "Antichrist" som numera heter "Anticop" på grund av lagskäl. EP:n gavs endast ut i 500 exemplar men finns med på nyåtgåvan av Morbid Visions.

## Låtlista
1. "The Curse" - 0:39
2. "Bestial Devastation" - 3:08
3. "Antichrist" - 3:48
4. "Necromancer" - 3:53
5. "Warriors Of Death" - 4:10